# Zselyk
Zselyk (románul Jeica, németül Schelken) falu Romániában, Beszterce-Naszód megyében.

## Története
A falut először 1332-ben említi írásos dokumentum. A falu egyedi a jelenlegi Beszterce-Naszód megyében, mivel a lakosok többsége az evangélikus (lutheránus) felekezethez tartozik. 
A 19. század derekán szinte nyolcszáz fő élt Zselyken, 1990-re 137-re zsugorodott a lélekszám. Akkor az 55 férfi és 82 nő átlagéletkora 65 év volt. 2007 januárjában a 151 házból 81 üresen állt (vagy már össze is dőlt). Fiatal generációnak számít azoknak az 50-60 éves beszterceieknek a csoportja, akik nyugdíjazás után kiköltöznek ide. Egyre ritkább ez a fajta utánpótlás is, miközben őshonos zselykit legalább három évtizede nem kereszteltek a templomban.
A faluban 1981 óta nem működik sem iskola, sem óvoda, a fiatalok így nem maradnak itt. 2002 óta újra megszervezik a Falunapokat a ProZselyk alapítvány rendezésében, általában augusztus 20-a körüli dátumra időzítve, illetve ugyanebben az évben indult kezdeményezés a szegedi SOS Gyermekfalu nyári táboroztatása, amely legalább két hétre életre kelti az amúgy álomra szenderülő falut.

## Híres emberek
- Itt született Batesilerus János (1615. június 6. – 1678 körül) evangélikus prédikátor, emlékiratíró.